# جوزيف فولمر
جوزيف فولمر (بالألمانية: Joseph Vollmer)‏ (و. 1871 – 1955 م) هو مهندس ألماني، ولد في بادن بادن، قام بتوجيه من وزارة الحرب الألمانية في الحرب العالمية الأولى بصناعة أول دبابة ألمانية لإستخدامها ضد الإنجليز.
رغم انه لم يكن الخيار الأول لوزارة الحرب إذ أنها لجأت قبله إلى عمالقة التصنيع الألمان مثل غوتليب دايملر لكنهم رفضوا العمل مباشرة تحت إمرة الجيش إلا أنه نجح بتصميم عدة دبابات ساهمت بفاعلية في المعارك، مثل A7V, K-Wagen,و LK II وغيرها.
```
توفي في 
براونشفايغ
، عن عمر يناهز 84 عاماً.
[
1
]
[
2
]
```

## جوائز
حصل على جوائز منها:
- وسام الصليب من رتبة استحقاق من جمهورية ألمانيا الاتحادية
- ميدالية رودولف ديزل  [لغات أخرى]‏